# HBA
HBA, viết tắt của Host Bus Adapter, trong công nghệ thông tin, là thiết bị giao tiếp với hệ thống lưu trữ ngoài, tùy theo công nghệ sử dụng, nó có thể hỗ trợ các chuẩn SCSI Bus hoặc Fibre Channel. Theo xu hướng tăng hiệu năng ngày nay thường sử dụng công nghệ Fibre Channel.